# 封丘之战
封丘之战是中国东汉末年193年春曹操和袁术之间的一场战役。曹操对袁术军取得胜利。曹操从弟行厉锋校尉曹仁斩获颇多。李亦参与此战。

## 战役
兖州刺史刘岱被黄巾军所杀后，曹操被推举为新的刺史；當時朝廷任命的刺史金敞因此无法上任，只能投靠南阳太守袁术，袁术以护送为名送金敞去兖州赴任。
曹操军屯于鄄城，荆州牧刘表断了袁术的粮道，袁术率所部进入陈留，驻封丘，黑山军余部和匈奴酋长於夫罗予以援助。冀州牧袁绍与曹操合兵攻打袁术。袁术派部将刘详驻匡亭，曹操攻刘详，袁术救匡亭但被擊败，退守封丘。
曹操趁袁术未能完成调兵进围封丘，袁术逃往襄邑，又被追到太寿，曹操引渠水灌城。袁术逃往宁陵再被追上，退保雍丘，率领余部前往九江，杀了朝廷任命的扬州刺史陈温自領其州。夏季，曹操最终撤本部军马回定陶。
另有一說陈温当时已死，袁术南向寿春，被其任命的扬州刺史陈瑀拒絕接納，袁术退守阴陵並向陳瑀示好，爭取到時間在淮北聚集軍隊要取壽春，使陈瑀畏懼而逃到下邳。
袁术在后来给吕布的信中说：“昔将金元休向兖州，甫诣封丘，为曹操逆所拒破，流离迸走，几至灭亡。”